# Non, je ne regrette rien
"Non, je ne regrette rien" (franska, ’Nej, jag ångrar inget’) är en fransk sång från 1956, komponerad av Charles Dumont och med text av Michel Vaucaire. Den är mest känd genom Édith Piafs inspelning från 1960. Piaf tillägnade inspelningen Främlingslegionen. Frankrike var vid tillfället involverat i Algerietkriget. Främlingslegionen sjunger sedan dess i allmänhet sången under parader.
I den avslutande scenen i filmen La vie en rose – berättelsen om Edith Piaf premiärframför Piaf, spelad av Marion Cotillard, sången vid L'Olympia i november 1960.

## Översättningar
Stikkan Anderson skrev under pseudonymen Stig Grossner den svenska texten "Nej, jag ångrar ingenting". Den spelades in av Anita Lindblom 1961 på EP:n Sånt är livet. Senare spelades den även in av Gun Sjöberg och gavs ut 1966 på singeln Karusell KFF 690. Som "Jag ångrar ingenting" tolkades låten av Candela i Dansbandskampen 2009, och Candelas version togs även med på Dansbandskampens officiella samlingsalbum det året.
Det finns flera engelska översättningar, vanligen med titeln "No Regrets".